# Cary Middlecoff
Doktor Emmett Cary Middlecoff (* 6. Januar 1921; † 1. September 1998) war ein US-amerikanischer Profigolfer, der zwischen 1947 und 1961 auf der PGA Tour spielte. Eigentlich war Middlecoff promovierter Zahnarzt, gab jedoch seine Praxis im Alter von 26 Jahren auf, um auf Tour zu gehen, wo man ihn deshalb „Doc“ nannte. Es gelang ihm hierauf einmal die Masters und zweimal die US-Open zu gewinnen. 1986 wurde er in die World Golf Hall of Fame aufgenommen.

## Karriere
Middlecoff wurde am 6. Januar 1921 in Halls, Tennessee, geboren, wo er die Christian Brothers High School besuchte. Er spielte erfolgreich College-Golf an der University of Mississippi zunächst als aktives Mitglied des Kappa Alpha Ordens, dann als Zahnmedizinstudent an der University of Tennessee. Unterrichtsstunden bei einem Golftrainer nahm er nicht, sondern holte sich Tipps für sein Spiel von anderen Mitspielern. Nach seinem Abschluss als Zahnarzt (Doctor of Dental Surgery) im Jahr 1944 trat er während des Zweiten Weltkriegs in das United States Army Dental Corps ein. Bis Ende des Krieges diente er dort als Zahnarzt, um später mit eigener Praxis tätig zu sein.
Im Jahr 1947 gab Doktor Middlecoff jedoch seine praktische Tätigkeit als Zahnarzt endgültig auf und wurde Golfprofi, nachdem er über 7000 Zahnfüllungen gemacht hatte. Er zog sich aus dem Walker Cup Team zurück, für den er als Amateur ursprünglich ausgewählt wurde. Sein Temperament beim Spiel war eiskalt, begleitet von gelegentlichen vulkanischen Wutanfällen. In Profikreisen scherzte man, dass kein Patient seinen Mund vor Middlecoff solange freiwillig aufhalten kann und er deshalb aufgehört habe. In den folgenden Jahren gewann er 39 Turniere auf der PGA Tour, darunter die Masters im Jahr 1955 und die US-Open im Jahr 1949 und 1956. Er vertrat die USA mehrfach beim Ryder Cup in den Jahren 1953, 1955 und 1959. Das US-Team gewann alle drei Male. Im Jahr 1961 ging Middlecoff in den Ruhestand. Er blickte nie zurück.

## Veröffentlichungen
Doktor Middlecoff ist Autor mehrerer Golfbücher, die allesamt methodisch aufgebaut sind. Im Jahr 1950 wurde sein erstes Buch Golf Doctor herausgegeben. Es folgten Advanced Golf im Jahr 1957 und Master Guide of Golf im Jahr 1960. Im Jahr 1974 wurde seine vielbeachtete Arbeit The Golf Swing veröffentlicht.